# Glaitner Hochjoch

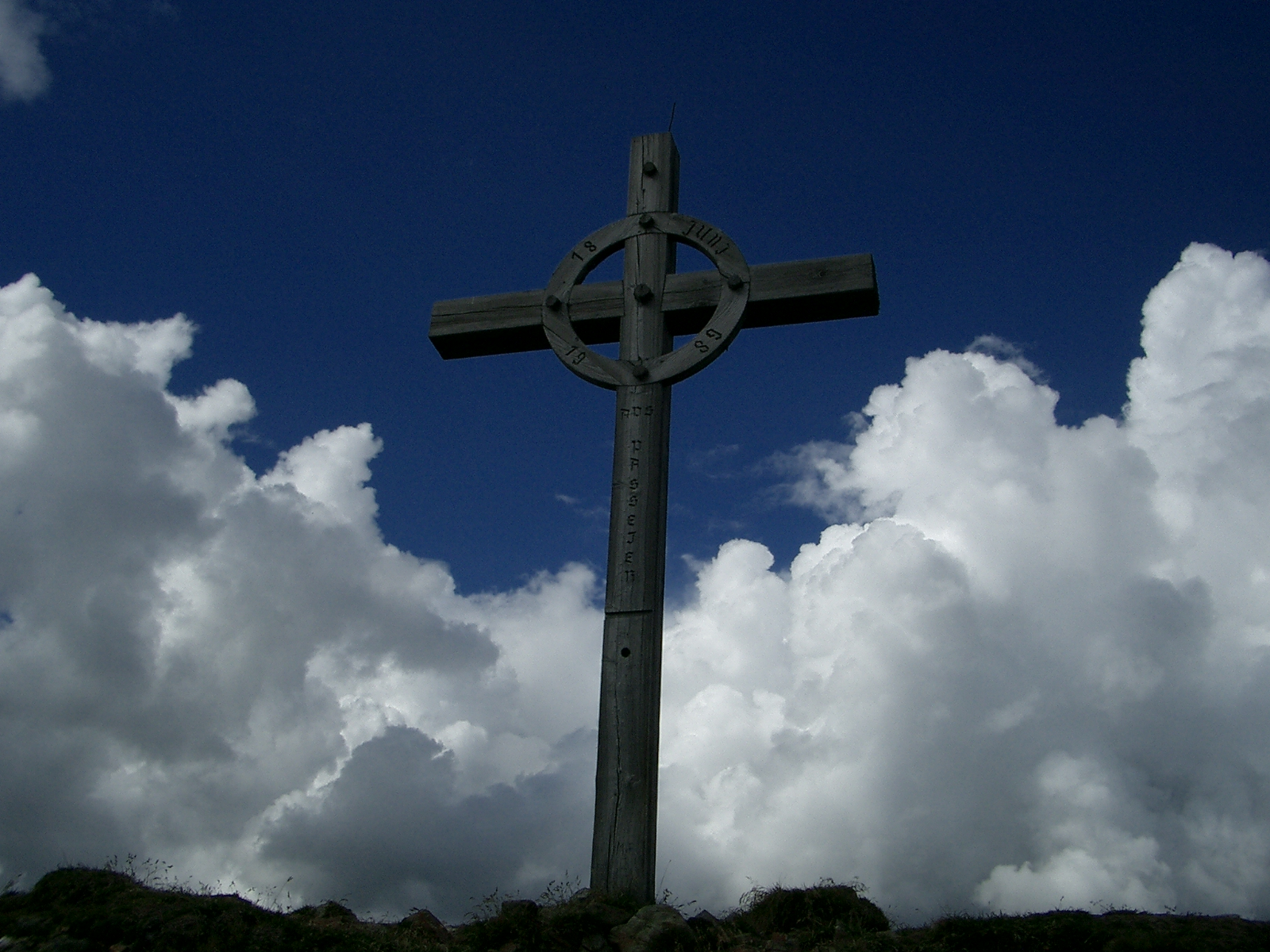
Glaitner Hochjoch

Das Glaitner Hochjoch ist ein 2389 m hoher Berg im Südtiroler Teil der Stubaier Alpen. Er befindet sich zwischen der nordwestlich gelegenen Kleinen Kreuzspitze (2518 m) und dem östlich gelegenen Saxner (2358 m) im Kamm, der das Ratschingstal von Passeier trennt. Der Gipfel, über den die Gemeindegrenze zwischen St. Leonhard in Passeier und Ratschings verläuft, ist durch einen Wanderweg erschlossen.